# Alonso de Santa Cruz
 Alonso de Santa Cruz  (Sevilla, 1505; Madrid, 1567), cosmògraf, fabricant d'intruments, professor  i historiador espanyol del Renaixement. Els seus mapes van ser inventariats el 1572. Va ser un reconegut cartògraf del Consejo de Indias i cosmògraf de la Casa de Contratación. Allà, va treballar en el Padrón Real, un mapa espanyol que documenta els descobriments al Nou Món. Alonso de Santa Cruz, va descriure la cosmografia com una manera de fer una pintura de la terra, "perquè (gra)phia és el mateix que la pintura i el cosmos és món" 

## Biografia
Va ser cartògraf del Consell d'Índies i fabricant d'instruments nàutics de la Casa de la Contractació de Sevilla, on va residir habitualment. Va viatjar molt, especialment a Cuba, França, Itàlia, Grècia i el nord d'Europa, ja Portugal, on va residir uns anys, a Lisboa i altres llocs, procurant informació sobre l'Àfrica. Va participar en l'expedició de Sebastià Cabot. Va dissenyar i fabricar dos instruments per a fixar la longitud i va traçar, a petició de la Junta de Pilots, una carta de marejar, així com altres mapes inventariats a la seva mort.
El 1530, Alonso de Santa Cruz va produir el primer mapa de variacions magnètiques del nord veritable. Creia que seria útil per trobar la longitud correcta. Alonso de Santa Cruz va dissenyar nous instruments nàutics, estava interessat en els mètodes de navegació, i va escriure sobre el mètode de John Cabot per trobar la longitud que feia ús de la declinació del sol, observada amb el quadrant.
Va ser el cronista dels últims anys del regnat dels Reis Catòlics, entre 1490 i 1516, continuant l'obra de Hernando del Pulgar. Va escriure a més una  Crònica de l'Emperador Carles V  l'estil es caracteritza per la seva naturalitat i senzillesa. Comença amb el naixement de l'emperador en 1500 i arriba fins a 1551, de manera que el primer període es repeteix en les dues obres amb perspectives diferents.
El 1539 va ensenyar astronomia i cosmografia a la cort de del rei Carles I en ser nomenat Cosmògraf Major, càrrec en el qual va continuar amb Felip II. Alonso va escriure una biografia en cinc volums sobre Carles V que descrivia algunes de les atrocitats espanyoles al Nou Món. Això va molestar al fill de Carles, Felip II, que va fer eliminar tres capítols de la biografia.
Formada per aquest últim monarca una Junta de cosmògrafs presidida pel marquès de Mondejar, aquest li va encomanar que li fes arribar per escrit el seu dictamen sobre certs instruments de metall i un llibre del qual era autor l'alemany Pere Apià amb el qual es deia que es determinaven les latituds; aquest informe constitueix el seu  Llibro de las longitudes.

El 1560 va publicar l' Islario general de todas las islas del mundo (de vegades anomenat Islario General ), un mapa i un document que descriu les illes del món, a petició del rei Felip II el 1542. També va continuar l'obra d'Hernando del Pulgar titulada Història dels Reis Catòlics. En 1551, ja trencada la seva salut i lamentant la seva pobresa, va demanar al rei li fes mercè "de l'ofici d'obrer dels alcáceres" de Sevilla

## Obres
- Llibre de les longituds i manera que fins agora s'ha tingut en l'art de navegar, amb les seves demostracions i exemples, dirigit al molt alt i molt poderós Senyor Don Philipe II d'aquest nom rei d'Espanya , edició d'Antonio Blázquez i Delgado Aguilera, Sevilla: Publicacions del Centre Oficial d'Estudis Americanistes, 1921 -
- Crònica de l'Emperador Carles V , edició d'Antonio Blázquez i Delgado Aguilera i Ricardo Beltrán i Róspide, Madrid: Reial Acadèmia de la Història, 1920-1925, 5 vols.
- Islario general de totes les illes del món  (1560). El reimprimir Pau i Meliá a 1909.